# ما همیشه در قلعه زندگی می‌کردیم (فیلم)
ما همیشه در قلعه زندگی می‌کردیم (به انگلیسی: We Have Always Lived in the Castle)، یک فیلم آمریکایی در ژانر معمایی دلهره‌آور به کارگردانی استیسی پسن است که در سال ۲۰۱۹ منتشر شد. فیلم‌نامه این فیلم توسط مارک کروگر بر پایه رمانی به همین نام نوشته شرلی جکسن به رشته تحریر درآمده است. تیسا فارمیگا، الکساندرا داداریو، کریسپین گلاور و سباستین استن ستارگان فیلم هستند.
ما همیشه در قلعه زندگی می‌کردیم نخستین بار در تاریخ ۲۲ سپتامبر ۲۰۱۸ در جشنواره فیلم لس‌آنجلس به روی پرده رفت و سپس در تاریخ ۱۷ مه ۲۰۱۹ به صورت جهانی منتشر شد. فیلم با واکنش اغلب مثبتی از سوی منتقدان همراه شد.